# عبدالجبار قهرمان
عبدالجبار قهرمان نورزی (زاده ۱۳۳۷ در ولسوالی سپین‌بولدک ولایت قندهار - درگذشتهٔ ۲۵ میزان (مهر) ۱۳۹۷) سیاستمدار افغانستانی و نماینده مردم ولایت هلمند در دوره شانزدهم مجلس نمایندگان و عضو کمیسیون عرایض و سمع شکایات بود. وی در اثر انفجار در کمپین انتخاباتی‌اش به تاریخ ۲۵ میزان/مهر ۱۳۹۷ کشته شد.

## زندگی‌نامه
عبدالجبار قهرمان زاده ۱۳۳۷ از ولسوالی سپین‌بولدک ولایت قندهار است. وی تحصیلات متوسطه خود را در لیسه/دبیرستان حربی کابل در سال ۱۳۶۲ و سند لیسانس خود را در رشته ساینس از دانشگاه حربی کابل در سال ۱۳۶۳ کسب کرد. وی در زمان حضور نیروهای شوروی در افغانستان مسئولیت تأمین امنیت شهر ولسوالی لشکرگاه، مرکز ولایت هلمند را بر عهده داشت.

## دیگر فعالیت‌ها
دیگر فعالیت‌های وی:
- قومندان اردوی ملی و دریافت نشان تورن جنرالی.

## ترور
عبدالجبار قهرمان در تاریخ ۲۵ میزان (مهر) ۱۳۹۷ در کمپین انتخاباتی‌اش در اثر انفجار بمب کارگذار شده در زیر یک کاناپه که دفتر وی جاسازی شده بود کشته شد. طالبان در پیامی توئیتری، مسئولیت این انفجار را بر عهده گرفت.